# Lisa Gram Andersen
Lisa Gram Andersen (født Granholm, 22. oktober 1919 - 5. januar 2014) var en en dansk tennisspiller medlem af HIK Tennis og aktiv i årene 1936-1962.
Lisa Gram Andersen vandt sit første junior-DM i tennis som 16-årig, og vandt siden 42 Danmarksmesterskaber, hvoraf de 20 var i damedouble med makkeren Vera Johansen.
Hun var også en spiller af international kaliber med deltagelse i blandt andet skandinaviske mesterskaber og US Open, ligesom hun flere gange deltog i Wimbledon.